# Guillaume Pinchon
Pour les articles homonymes, voir Pinchon et Saint Guillaume.
Guillaume Pinchon († 1234), ou Guillaume III, l'un des saint Guillaume, est né à Saint-Alban (actuel département des Côtes-d'Armor), en Bretagne, vers 1175/1184. Il fut évêque de Saint-Brieuc de 1220 à 1234.
Reconnu saint par l'Église catholique romaine, il est célébré le 29 juillet.

## Biographie
Guillaume Pinchon est ordonné prêtre à Saint-Brieuc et devient chanoine de Saint-Gatien de Tours. Élevé en 1220 sur le siège épiscopal de Saint-Brieuc. Il vend ses biens en 1225 pendant une famine, défend au péril de sa vie la cause de l'Église contre les prétentions de Pierre Mauclerc qu'il excommunie en 1226 car celui-ci voulait déposséder le clergé.
Pour se soustraire à la persécution, Guillaume Pinchon cherche asile à Poitiers. Il y remplit les fonctions de coadjuteur de l'évêque diocésain, qui était infirme. Revenu dans son diocèse en 1230, il s'y applique à la restauration de la cathédrale Saint-Étienne de Saint-Brieuc et au soulagement des misères de son peuple chrétien.
Il meurt en odeur de sainteté le 29 juillet 1234, suivant le P. du Paz, la Chronique bretonne, le propre de Saint-Brieuc, les Annales briochines, Pierre Le Baud, dom Lobineau, dom Morice et Butler, dont l'opinion doit prévaloir à cet égard sur celle d'Albert Le Grand, de Bertrand d'Argentré et des Bollandistes, qui fixent sa mort en 1237.

### Culte
Le pape Innocent IV, sur le rapport des miracles dont le tombeau de Pinchon aurait été le théâtre, le canonise par une bulle du 15 avril 1247 sous le vocable de saint Guillaume. 
Il est le premier saint breton à être canonisé, dès 1247. Le second sera saint Yves, le patron de la Bretagne, canonisé en 1347.

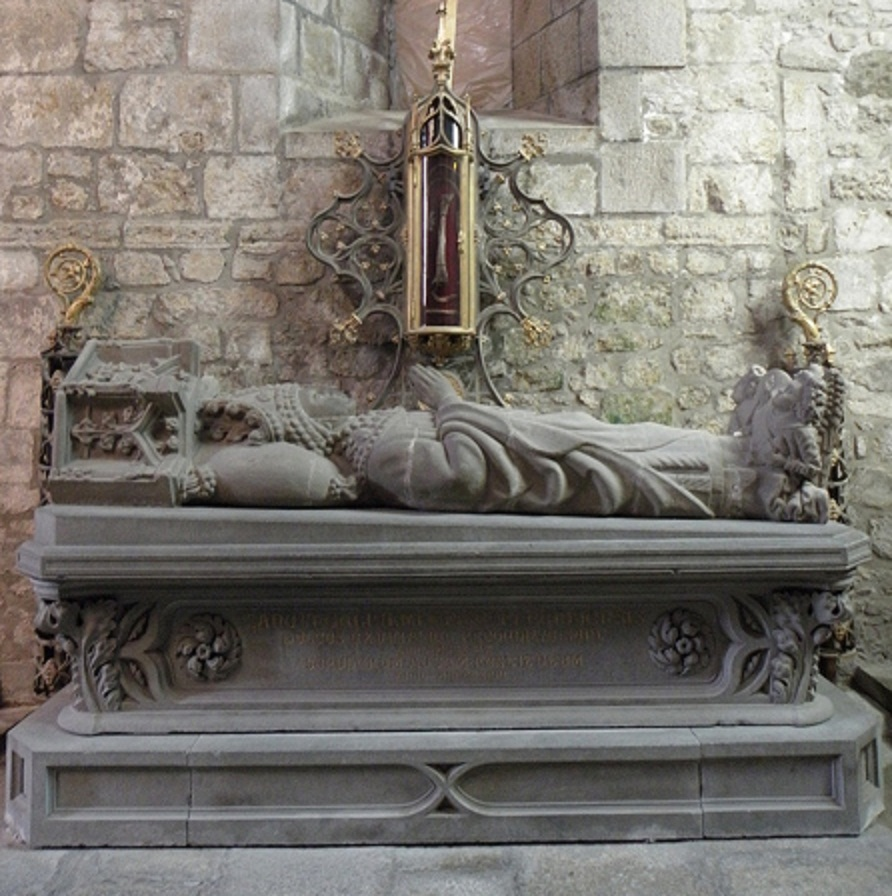
Tombeau et reliquaire de saint Guillaume Pinchon en la cathédrale Saint-Étienne de Saint-Brieuc.

## Sources et bibliographie
- « Guillaume Pinchon », dans Louis-Gabriel Michaud, Biographie universelle ancienne et moderne : histoire par ordre alphabétique de la vie publique et privée de tous les hommes avec la collaboration de plus de 300 savants et littérateurs français ou étrangers, 2e édition, 1843-1865 [détail de l’édition]
- Jules Henri Geslin de Bourgogne et Antoine de Barthélemy, Ancien évêques de Bretagne, histoire et monuments : diocèse de Saint-Brieuc, Tome III, Paris, Saint Brieuc, 1864
- (la) Jean-Barthélemy Hauréau, Gallia Christiana, vol. XIV Provincia Turonensi, Paris, Firmin-Didot, 1856, p. 1090-1091 Ecclesia Briocensis, Episcopi Briocenses XIV S. Guillelmus